# Comödie Lübeck
Die Comödie Lübeck (ehemals Volkstheater Geisler) ist ein Privattheater in der Lübecker Altstadt.

## Geschichte des Theaters
Im Oktober 2002 eröffnete Thomas Geisler zusammen mit Günter Müller im ehemaligen Kino Zentral in der Dr.-Julius-Leber-Str. 25 ein privates Volks- und Komödientheater in Lübeck. Das Theater war über viele Jahre sehr erfolgreich und spielte die Klassiker des Volkstheaters auf hochdeutsch.
Seit November 2019 führten Michael Knoll und Lennart Mesenbring das Theater kommissarisch weiter, bevor sie es im April 2022 übernommen haben und die Comödie Lübeck GmbH gründeten, um das Theater in der Dr.-Julius-Leber-Str. 25 für die Zukunft neu auszurichten. Seit der Neuausrichtung 2022 trägt das Theater den Namen Comödie Lübeck.
Das Theater hat 170 Plätze und ist damit das größte Privattheater der Stadt. Auf dem Spielplan stehen Komödien, Shows und Musicals.